# 미셀 마크 부샤르

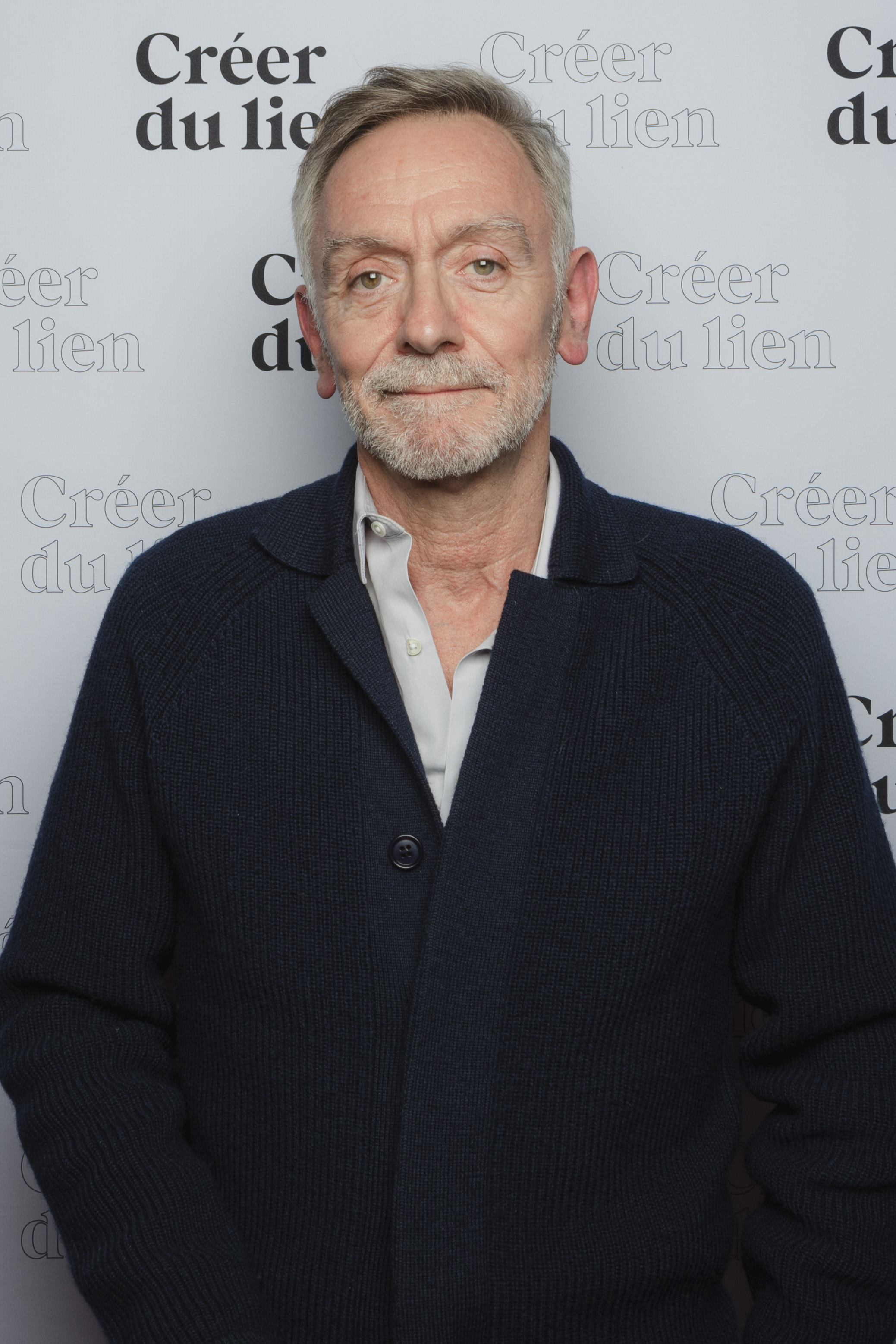

미셸 마르크 부샤르(프랑스어: Michel Marc Bouchard, 1958년 2월 2일 ~)는 캐나다의 작가이다.

## 소개
캐나다의 불어권 지역인 퀘벡 출신의 극작가, 시나리오 작가인 미셸 마르크 부샤르는 1958년 퀘벡 주 북쪽 도시 생-퀘르 드 마리에서 태어났다. 오타와 대학 연극과를 졸업한 이후인 80년대 초부터는 온타리오에 있는 불어권 극단을 중심으로 극작가 겸 배우로서 활동하기 시작했다. ＜물 나르는 사람들＞(1980)은 1981년에 쉬드뷔리에 있는 누벨·온타리오 극장에서 첫 공연을 올린다. ＜고아 뮤즈들＞(1988), ＜레 펠뤼에트 또는 낭만적인 드라마의 반복＞(1988)이 공연에서 모두 성공을 거둬 불어권 연극계에 발판을 굳힐 뿐만 아니라, 캐나다의 영어권 지역과 외국으로 알려지기 시작한다. 특히 ＜레 펠뤼에트 또는 낭만적인 드라마의 반복＞은 첫 공연 이후 몬트리올 신문사 문학상, 우타우에 문학 서클 특별상(1988)과 도라 무어 상 (1991), 샬머 상(1991)을 받았으며, 연출가 세르주 드농쿠르가 새 버전으로 올린 2003년 공연에서도 퀘벡 연극 아카데미에서 주는 관객 마스크 상과 최고 마스크 상, 몬트리올 최고 제작상, 세 배우의 연기상을 휩쓸었다. 지금까지 무대화된 희곡만 30편 정도 되고, 몇몇 희곡 작품은 10개국 언어로 번역된 바 있으며, 영화화된 작품도 몇 편이 될 정도로 그는 캐나다 불어권의 중요한 극작가다. 이러한 희곡과 시나리오 작업 외에도, 작가는 오타와 트릴리움 극장 예술감독(1989∼1991)을 역임한 바 있으며, 오타와 대학과 몬트리올 대학에서 연극을 강의하기도 했다(1992).

## 고아 뮤즈들
7개 국어로 번역되고, 약 10개국에서 성황리에 공연을 마친 이 작품은 전 세계 팬들로부터 수많은 사랑을 받고 있는 작품이다. 삶의 고통, 부모 부재로 인한 좌절, 형제간의 갈등과 애증, 주변 사람들의 질시에 대한 반항 등이 주된 내용이다. 현대적이면서도 고전적이고, 심리극, 사이코드라마, 언어 중심극과 같은 이 작품의 다채로운 면모는 자신의 삶을 찾기 위해 과감히 모성을 포기하는 파격적인 어머니를 중심으로 전개되고 있다.
엄마가 떠난 후 엄마 옷을 입고 마을을 돌아다니는 남동생, 완고하지만 바람둥이인 큰언니, 레즈비언인 작은언니, 약간 모자란 듯하면서도 이야기의 중심축이 되는 막내 여동생 등 작품 속에는 누구 하나 범상한 인물이 없다. 그렇기 때문에 이들의 캐릭터는 무미건조한 일상에 활력을 불러일으키고 작품의 깊이를 더한다. 또 자식을 버린 어머니는 여기서 원망과 증오의 대상이 아니라 자유와 용기를 상징하면서 사회적 통념을 깨고 있다.
‘고아 뮤즈들’이라는 제목이 환기하는 것처럼 이 작품은 엄마가 젊은 스페인 남자 페데리코를 찾아 떠난 후 버림받은 고아들에 관한 이야기이지만, 그렇다고 슬프거나 우울하거나 감상적으로 흐르지 않는다. 오히려 곳곳에서 터져 나오는 유머들과 아이러니로 인해 경쾌하고 활기차기까지 하다. 남매들의 고통 받았던 어린 시절과 서로에 대한 갈등과 오해는 극중극 형식으로 펼쳐지면서 화해와 치유의 국면으로 접어든다. 나아가 자신들을 버린 어머니까지도 한 인간으로서 이해하게 되고, 모성애의 터부를 과감하게 뛰어넘는 어머니를 지지하기에 이른다. 극이 진행됨에 따라 고통과 불신은 점차 사라지고, 자신의 진정한 정체성을 찾아나가는 과정을 그리고 있다.
- 임혜경 역, 2009년, 지만지, ISBN 978-89-6228-269-6